# Carcharoth
I J.R.R. Tolkiens berättelser om Midgård var Carcharoth (Rödmage på sindarin) den mäktigaste varg som någonsin levt. Han kallades även för Anfauglir (törstens käftar). Hans uppdrag var att döda Huan, valars hund, ett mål som han också uppfyllde. Han föddes av vargarna i Angband och matades av Morgoths egna hand med alvkött och människokött. Carcharoth kom oavbrutet att vakta Morgoths mörka tron.
Han blev involverad i uppdraget efter silmarillen när Beren och Lúthien var tvungna att passera honom för att kunna komma in i Angband. Lúthien förtrollade honom med sin magi men på deras väg ut anföll Carcharoth dem innan Lúthien kunde förtrolla honom. Beren höll ut den snodda silmarillen i ett försök att hindra djuret, men Carcharoth bet av Berens hand och svalde den tillsammans med silmarillen.
Silmarillen brände Carcharoth inifrån och han blev galen av all smärta. Han var fruktad av både alver, människor och orcher när han passerade genom Beleriand till Doriath. Där kom Beren, Thingol, Beleg och Mablung att tillsammans med Huan jaga den mäktiga vargen.
Carcharoth dödades av Huan, men Huan dog kort därefter av sina skador. När Mablung öppnade upp Charcharoths mage hittade han silmarillen och Berens hand som fortfarande höll om den men när han nuddade köttet sveptes det iväg av vinden. Beren dog sedan av sin skada men återvände efter att Lúthien bett till Mandos.